# Die Piraten von Monterey
Die Piraten von Monterey ist ein US-amerikanischer Western aus dem Jahr 1947 von Alfred L. Werker mit María Montez und Rod Cameron in den Hauptrollen. Der Film wurde von Universal-International produziert.

## Handlung
Der Amerikaner Philip Kent ist 1840 von der mexikanischen Regierung beauftragt worden, eine Ladung Gewehre von Mexiko-Stadt nach Kalifornien zu bringen. Mit seinem Kameraden Pio kommt Phillip in den Außenbezirken von Los Angeles an und rettet dort die Aristokratin Marguerita Navarro und deren Dienerin Filomena aus einer durchgegangenen Kutsche. Als später zwei spanische Royalisten im Camp ergriffen werden, befiehlt Phillip den sofortigen Aufbruch nach Norden. Marguerita und Filomena haben sich als blinde Passagiere zwischen den Gewehrkisten versteckt.
Die Karawane erreicht Santa Barbara gerade rechtzeitig zum Erntedankfest. Die beiden Frauen werden entdeckt, doch Phillip verlangt keine Bezahlung, sondern den ersten Tanz bei den Feierlichkeiten mit Marguerita. Die beiden kommen sich näher, doch am nächsten Morgen hat Marguerita die Stadt schon verlassen. Auf dem weiteren Weg gerät die Karawane in einen Hinterhalt spanischer Royalisten. Man entkommt den Angreifern und erreicht den mexikanischen Militärposten Monterey. Hier trifft Phillip auf seinen alten Freund Captain Ortega. Zu seinem Schreck erfährt er, dass Ortega mit Marguerita verlobt ist. Um Marguerita zu schützen, gibt er vor, sie nicht zu kennen, was von Marguerita dankbar anerkannt wird. In der Nacht wird Ortega bei einem Raubüberfall der Royalisten verletzt. Einer der Royalisten, Manuel de Roja, kann gefangen genommen werden. Phillip liefert ihn dem Major de Roja, dem Kommandanten des Postens, aus. Niemand weiß, dass der Major Manuels Bruder und ebenfalls Royalist ist. Um seine Tarnung nicht aufzugeben, lässt der Major seinen Bruder bei einem fingierten Fluchtversuch töten.
Da Ortega immer noch verletzt ist, fordert er Phillip auf, Marguerita zu verschiedenen Festen zu begleiten. Marguerita gesteht ihm dabei, dass sie ihn wirklich liebe. Phillip verlässt daraufhin Monterey, wird aber von Marguerita eingeholt, die ihn überzeugt, Ortega die Wahrheit über ihre Beziehung zu erzählen. Die beiden werden jedoch von de Rojas Männern gefangen genommen. De Roja plant, den Militärposten mit den royalistischen Piraten unter Captain Cordova zu übernehmen. Pio, auf der Suche nach seinem Freund, erfährt von dem Plan, nachdem er de Rojas rechte Hand, Sergeant Gomora, gefoltert hat. Ortega, eifersüchtig und wieder hergestellt, sucht nach Phillip und Marguerita und wird ebenfalls von den Royalisten geschnappt. 
Phillip und Ortega können entkommen, wobei Phillip de Roja in einem Schwertkampf tötet. Die Piraten haben ohne das Überraschungsmoment gegen die mexikanischen Soldaten keine Chance und werden besiegt. Mit dem Segen von Ortega können Phillip und Marguerita heiraten.

## Produktion

### Hintergrund
Gedreht wurde der Film von Ende April bis Mitte Juni 1946 im Bronson Canyon sowie in den Universal-Studios in Universal City.

### Stab
Jack Otterson und Richard H. Riedel waren die Art Directors, Russell A. Gausman und Leigh Smith die Szenenbildner, Travis Banton und Vera West die Kostümbildner. Bernard B. Brown war für den Ton verantwortlich.

### Besetzung
In einer kleinen, nicht im Abspann erwähnten Nebenrolle trat Chris-Pin Martin auf.

## Synchronisation
Die deutsche Synchronfassung entstand 1954 bei der Berliner Synchron GmbH unter der Dialogregie von Peter Elsholtz nach dem Dialogbuch von Fritz A. Koeniger.
| Rolle              | Schauspieler      | Deutscher Synchronsprecher |
| ------------------ | ----------------- | -------------------------- |
| Marguerita Novarro | María Montez      | Gisela Trowe               |
| Cpt. Phillip Kent  | Rod Cameron       | Ernst Wilhelm Borchert     |
| Sgt. Pio           | Michael Rasumny   | Clemens Hasse              |
| Lt. Ortega         | Phillip Reed      | Klaus Miedel               |
| Major de Roja      | Gilbert Roland    | Friedrich Joloff           |
| Seniorita de Sola  | Gale Sondergaard  | Tilly Lauenstein           |
| Gouverneur de Sola | Robert Warwick    | Siegfried Schürenberg      |
| Sgt. De Gomara     | Michael Raffetto  | Alfred Balthoff            |
| Juan               | Charles Wagenheim | Peter Elsholtz             |
| Doktor             | Joseph E. Bernard | Robert Klupp               |

Anmerkung: Die kursiv geschriebenen Namen sind Rollen und Darsteller, die nicht im Abspann erwähnt wurden.

## Veröffentlichung
Die Premiere des Films fand am 1. Dezember 1947 statt. In der Bundesrepublik Deutschland kam er am 13. August 1954 in die Kinos, in Österreich im Oktober 1954.

## Kritiken
Das Lexikon des internationalen Films schrieb: „Farbenfroher, ansonsten billiger Western.“
Ähnlich sah es der Kritiker des TV Guide. Er befand, dass die wunderschönen Technicolor-Aufnahmen das schleppende Drehbuch stärken.